# Pleurothallis genychila
Pleurothallis genychila är en orkidéart som beskrevs av Rudolf Schlechter. Pleurothallis genychila ingår i släktet Pleurothallis och familjen orkidéer. Inga underarter finns listade i Catalogue of Life.